# Siphocampylus warmingii
Siphocampylus warmingii là loài thực vật có hoa trong họ Hoa chuông. Loài này được Kanitz miêu tả khoa học đầu tiên năm 1878.